# 阿尔纳瓦尔
阿尔纳瓦尔（Alnavar），是印度卡纳塔克邦Dharwad县的一个城镇。总人口16286（2001年）。

## 人口
该地2001年总人口16286人，其中男性8290人，女性7996人；0—6岁人口2156人，其中男1072人，女1084人；识字率67.48%，其中男性为74.74%，女性为59.95%。